# Menozziola glandularis
Menozziola glandularis är en tvåvingeart som beskrevs av Borgmeier 1961. Menozziola glandularis ingår i släktet Menozziola och familjen puckelflugor. Inga underarter finns listade i Catalogue of Life.